# Вальсхаузен
Вальсхаузен (нем. Walshausen) — община в Германии, в земле Рейнланд-Пфальц. 
Входит в состав района Юго-западный Пфальц. Подчиняется управлению Цвайбрюккен-Ланд.  Население составляет 351 человек (на 31 декабря 2010 года). Занимает площадь 4,63 км².